# Dilaver Satilmis
Dilaver Satilmis (* 24. Februar 1979 in Basel) ist ein ehemaliger Schweizer Fußballspieler türkischer Abstammung.
Geboren und aufgewachsen ist der Sohn türkischer Immigranten in der Schweiz und er spielte auch für die Jugend des FC Basel, bevor er mit 17 Jahren in die Türkei ging. Drei Jahre lang blieb er bei Trabzonspor, bevor mit seiner Rückkehr in die Schweiz eine Fußballkarriere begann, die von ständigen Vereinswechseln geprägt war. Über den FC Luzern und SR Delémont kam er zum Schweizer Zweitligisten FC Wil. 2002 gelang mit dem Verein der Aufstieg in die Nationalliga A.
In dieser Zeit wurde Satilmis, der die schweizerische und die türkische Staatsbürgerschaft besitzt, für die U21-Nationalauswahl der Schweiz entdeckt und kam dort 15 mal zum Einsatz.
Nach einem weiteren Jahr beim FC Wil in der NLA, ging es wieder für eineinhalb Jahre in die Türkei. Danach versuchte er in Deutschland Fuß zu fassen und schloss sich dem Regionalligisten SV Darmstadt 98 an. 2006 schließlich nahm der Zweitligist Wacker Burghausen den linken Verteidiger unter Vertrag. Dort beendete er im Jahr 2009 seine Laufbahn.

## Statistik

### Einsätze
(Stand 30. April 2007)
- Türkiye Süper Ligi[1]

| Einsätze | Tore | Saison  | Verein         |
| -------- | ---- | ------- | -------------- |
| 15       | –    | 1998/99 | Trabzonspor    |
| 6        | –    | 2003/04 | Diyarbakırspor |
| 21       | –    | gesamt  |                |

- 2. Bundesliga

| Einsätze | Tore | Saison  | Verein            |
| -------- | ---- | ------- | ----------------- |
| 20       | –    | 2006/07 | Wacker Burghausen |

- Regionalliga Süd

| Einsätze | Tore | Saison | Verein          |
| -------- | ---- | ------ | --------------- |
| 25       | 1    | 2006   | SV Darmstadt 98 |

- 15 Einsätze in der U21-Nationalmannschaft der Schweiz

Titel / Erfolge
- Aufstieg in die Nationalliga A 2002 mit dem FC Wil
- Qualifikation für die U21-Europameisterschaft mit der Schweiz